# Paranemastoma corcyraeum
Nemastoma corcyraeum is een hooiwagen uit de familie aardhooiwagens (Nemastomatidae). De originele naamcombinatie (protoniem) was Nemastoma corcyraeum Roewer, 1917. Een volgende naamrecombinatie werd gepubliceerd als Paranemastoma corcyraeum (Roewer, 1917) in Novak (2004).